# Дунэря (футбольный клуб, Кэлэраши)
«Дунэря» (рум. Asociația Fotbal Club Dunărea 2005 Călărași) — румынский футбольный клуб из города Кэлэраши. Основан в 1962 году. В сезоне 2018/19 выступал в Лиге I – высшем дивизионе чемпионата Румынии по футболу.

## История

### «Целлюлоза Кэлэраши» (1962–1979)
Футбольный клуб «Дунэря Кэлэраши» был основан в 1962 году как «Целлюлоза Кэлэраши», но это был не первый футбольный клуб в Кэлэраши. В 1919 году был основан любительский футбольный клуб «Яломита Кэлэраши». На протяжении многих лет многие любительские клубы, такие как: «Триколор», «Венера», и «Энергия» способствовали развитию местного футбола, что в конечном итоге привело к созданию первого профессионального клуба «Целлюлоза».
В течение первых 6 лет своего существования клуб играл в дивизионе D, а затем в 1968 году «Целлюлоза» была переведена в дивизион C, став первым клубом из Кэлэраши, который когда-либо играл на этом уровне. Клуб завершил сезон 1968/69 на 11-м месте, обеспечив себе место в дивизионе C на следующий сезон. В последующие сезоны «Целлюлоза» имела очень хорошие результаты: 1969/70 - 5-е место, 1970/71 - 9-е, 1971/72 - 5-е. По итогам сезона 1972/73 «Целлюлоза» заняла 1-е место и впервые в истории вышла в дивизион B.
В дивизионе B «Целлюлоза» занимала следующие места: 1973/74 - 11-е, 1974/75 - 8-е, 1975/76 - 11-е, 1976/77 - 14-е, 1977/78 - 15-е (вылет в дивизион C). После вылета «Целлюлоза» пыталась бороться за возвращение в дивизион B, но закончила сезон только на 4-м месте.

### «Дунэря», колеблющаяся команда (1979–1998)
В августе 1979 года «Целлюлоза» изменила свое название на «Дунэря», название считалось более представительным и ближе к душе зрителей, что также привело к новым амбициям, целью которых было вернуться во вторую лигу. Сезон 1979/80 «Дунэря» завершила только на 3-м месте, а в следующем заняла 1-е место и спустя 3 года вернулась в дивизион B.
После возвращения в дивизион B «Дунэря» провела хороший сезон финиширов 7-м из 18. Но команда не смогла сохранить свою форму и в конце сезона 1983/84, заняв последнее место вылетела в дивизион C. В сезоне 1984/85 «Дунэря» заняла 1-е место и вернулась в дивизион B, однако заняв там лишь 16-е место, клуб снова вылетел в дивизион C. После этих сезонов «Дунэря» стала рассматриваться как команда, колеблющаяся между дивизионами B и C, эта репутация следовала за клубом на протяжении всего его существования. В сезоне 1986/87 название клуба было изменено на «Оцелул», а команда заняла 3-е место. В 1987 году клуб вернул название «Дунэря» и вышел в дивизион B в конце сезона 1987/88, но через год снова вернулся в дивизион C.
Сезон 1989/90 «Дунэря» завершила на 8-м месте в дивизионе C. В сезоне 1991/92 клуб добился лучших результатов за всю свою историю, выйдя в четвертьфинал Кубка Румынии. В 1/16 финала «Дунэря» обыграла Глорию Бистрицу из дивизиона А со счётом 3-2, в 1/8 также была обыграна команда из дивизиона A АСА Тыргу-Муреш 2-1. В 1/4 финала «Дунэря» снова встретилась с командой из дивизиона A Политехникой Тимишоарой, в первом матче была одержана домашняя победа 1-0, а в ответном «Дунэря» проиграла 0-2. В том же сезоне в дивизионе C с «Дунэри» по финансовым причинам сняли 4 очка и команда заняв 1-е место не смогла продвинуться в дивизион B. Летом 1992 года команда снова сменила свое название, на этот раз на «Спортул». Два сезона команда играла под этим названием: 1992/93 - 4-е место и 1993/94 - 2-е. Летом 1994 года команда сменила свое название на «Дунэря» и в сезоне 1994/95 снова вышла в дивизион B спустя 5 лет, заняв 2-е место в 8 очках от «Оцелула Тырговиште» и на 6 очков опередив Астру Плоешти.
В дивизионе B «Дунэря» задержалась лишь на 3 сезона, занимая следующие места: 1995/96 - 10-е, 1996/97 - 9-е и 1997/98 - 17-е.

### Лига III (1998–2015)
После вылета «Дунэря» попыталась вернуться, но без особого успеха, наступил самый неудачный период в истории клуба с 17 годами в Лиге III и с некоторыми финансовыми проблемами 2005 года.
В период с 1998 по 2005 год из-за плохой финансовой ситуации «Дунэря» занимала места в середине турнирной таблицы третьей лиги: 1998/99 - 13-е, 1999/00 - 7-е, 2000/01 - 8-е, 2001/02 - 6-е, 2002/03 - 7-е и 2003/04 - 8-е. В 2005 году произошла реструктуризация клуба с юридической и даже финансовой точки зрения, и улучшились результаты: 2004/05 - 3-е и 2005/06 - 2-е. После этого короткого периода клуб показал, что он может бороться за продвижение, а затем наступил новый период контрастных результатов: 2006/07 - 8-е место, 2007/08 - 13-е, 2008/09 - 6-е, 2009/10 - 8-е, 2010/11 - 4-е, 2011/12 - 12-е. В этот период «Дунэря», похоже, не имела серьезных задач, кроме как остаться где-то в верхней части Лиги III, и даже приход Иона Молдована, опытного тренера в 2007 году не решило слишком многого.
С 2012 года «Дунэря» снова стала выглядеть как команда, способная бороться за повышение в классе. Команда занимала 5-е место в сезонах 2012/13 и 2013/14. В 2015 году экс-международный игрок Ионел Ганеа был назначен новым тренером команды и с важными игроками на этом уровне, такими как: Константин Бумбак и Валентин Александру, команда в конце сезона заняла 1-е место и добилась продвижения в Лигу II после 17 лет ожидания.

### Золотое время (с 2015 года)
После выхода в Лигу II «Дунэря» провела очень удачный сезон и заняла 2-е место в Серии I уступив только 3 очка лидеру Рапиду Бухарест и квалифицировалась в плей-офф, где играла против команды, занявшей 2-е место в Серии II УТА Арад. В первом матче в Кэлэраши команда выиграла со счетом 3-1, но второй матч плей-офф стал кошмаром, «Дунэря» проиграла 1-4 в Араде и осталась в Лиге II еще на сезон. Также в этом сезоне Ионел Ганеа был заменен другим экс-международным игроком Адрианом Михалчеей.
Сезон 2016/17 принес большие изменения, Лига II перешла в формат одной серии, «Дунэря» завершила сезон на 7-м месте из 20. Летом 2017 года новым тренером команды стал Дан Алекса. По итогам сезона 2017/18 «Дунэря Кэлэраши» заняла 1-е место в Лиге II и впервые в истории клуба вышла в Лигу I.

## История названий клуба

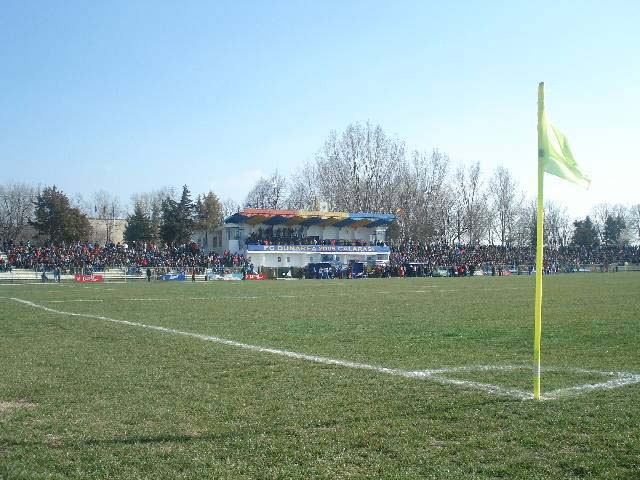
Стадион Ион Комса

| Год         | Название           |
| 1962–1979   | Целлюлоза Кэлэраши |
| 1979–1986   | Дунэря Кэлэраши    |
| 1986–1987   | Оцелул Кэлэраши    |
| 1987–1992   | Дунэря Кэлэраши    |
| 1992–1994   | Спортул Кэлэраши   |
| с 1994 года | Дунэря Кэлэраши    |

## Стадион
«Дунэря» играет свои домашние матчи на стадионе Ион Комса в Кэлэраши вместимостью 10 400 мест. В конце весны 2018 года, когда был обеспечен выход в Лигу I, было объявлено, что стадион будет отремонтирован и модернизирован. Работы начались в первой половине июня и включали полную замену газона поля, частичную смену конструкции стендов и приобретение прожекторной установки.

## Достижения

### Национальные
Лига II
- Чемпион (1): 2017/18
- Серебряный призёр (1): 2015/16

Лига III
- Чемпион (6): 1972/73, 1980/81, 1984/85, 1987/88, 1991/92, 2014/15
- Серебряный призёр (3): 1993/94, 1994/95, 2005/06

## Статистика выступлений с сезона 2014/2015
| Сезон   | Ранг | Турнир              | Место | И  | В  | Н  | П  | ГЗ | ГП | Очки |
| ------- | ---- | ------------------- | ----- | -- | -- | -- | -- | -- | -- | ---- |
| 2014/15 | 3    | Лига III (Серия II) | 1     | 26 | 19 | 5  | 2  | 79 | 15 | 62   |
| 2015/16 | 2    | Лига II (Серия I)   | 2     | 24 | 15 | 7  | 2  | 50 | 13 | 52   |
| 2015/16 | 2    | Лига II (Серия I)   | 2     | 10 | 5  | 3  | 2  | 22 | 8  | 41   |
| 2016/17 | 2    | Лига II             | 7     | 34 | 16 | 8  | 10 | 52 | 40 | 56   |
| 2017/18 | 2    | Лига II             | 1     | 38 | 29 | 6  | 3  | 75 | 24 | 93   |
| 2018/19 | 1    | Лига I              | 13    | 26 | 4  | 12 | 10 | 16 | 25 | 24   |
| 2018/19 | 1    | Лига I              | 13    | 14 | 3  | 4  | 7  | 8  | 18 | 25   |